# 多賀城市文化センター
多賀城市文化センター（たがじょうしぶんかセンター）は、宮城県多賀城市にある複合施設。

## 施設概要

### 多賀城市民会館
1120人収容の大ホールを始め、小ホール、ホワイエなどがある。

### 埋蔵文化財調査センター

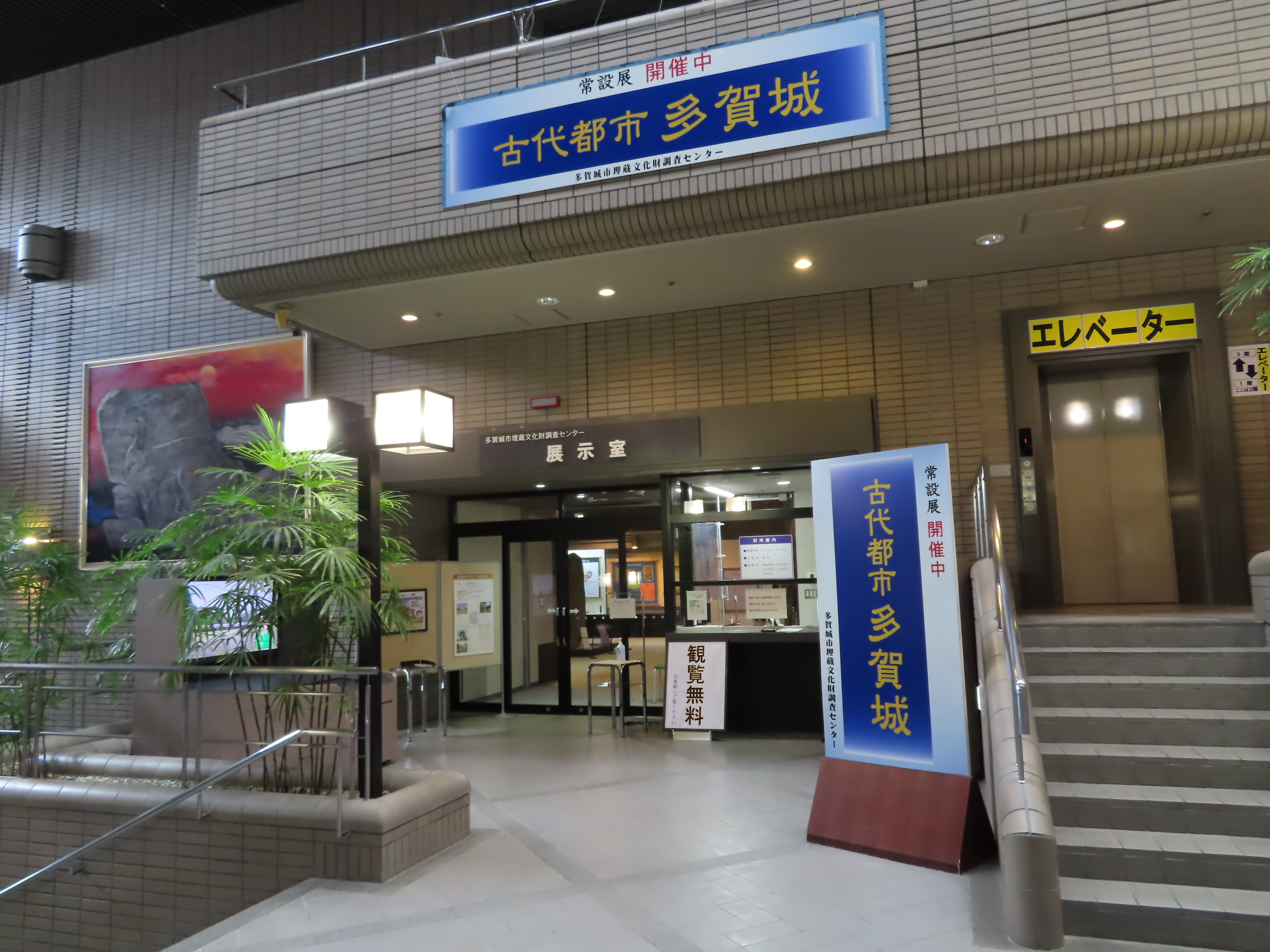
展示室

### 多賀城市中央公民館
- 会議室
- 和室
- 茶室
- 料理実習室
- 創作室
- 児童創作室

### 開館時間・休館日
開館時間
- 9：00〜21：30
  - ※埋蔵文化財調査センター展示室は16：30まで

休館日
- 毎週月曜日（祝日を除く）
- 祝日の翌日（土・日を除く）
- 年末年始（12月28日-1月4日）
- 8月のくん蒸期間(8月2週目の火曜日から翌週日曜日までの6日間)

## アクセス
- 電車
  - JR仙石線・仙台駅から車で20分。
  - JR仙石線多賀城駅下車→徒歩約7分。
- 自動車
  - 仙台市から国道45号、産業道路で約25分。
  - 仙台東部道路仙台港北インターチェンジ下車→塩釜方面へ約10分。
  - 三陸自動車道多賀城インターチェンジ下車→仙台港方面へ約10分。

## 周辺
- 多賀城市役所

など